# Couleurs nationales

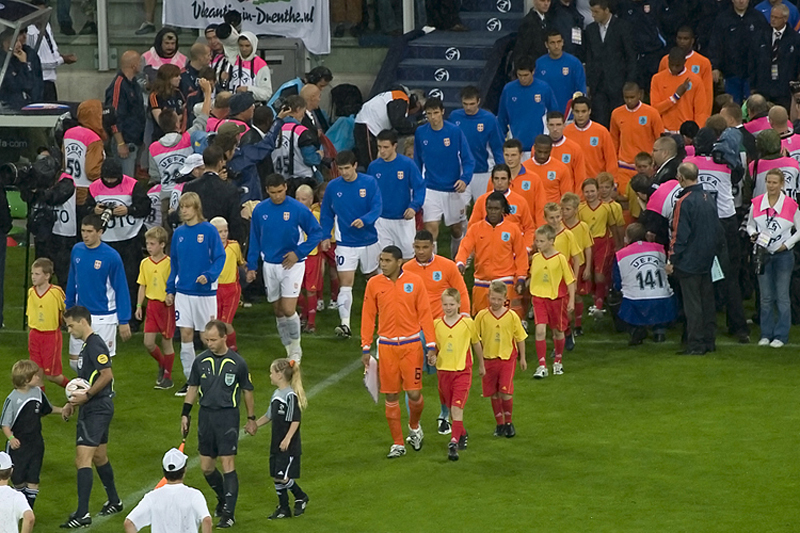
Finale du Championnat d'Europe de football des moins de 21 ans de l'UEFA 2007, Pays-Bas contre Serbie. Les équipes entrent sur le terrain à l'Euroborg, Groningen.

Les couleurs nationales font souvent partie de l'ensemble des symboles nationaux d'un pays.
De nombreux États et nations ont formellement adopté un ensemble de couleurs en tant que leurs "couleurs nationales officielles" tandis que d'autres ont des couleurs nationales de facto, devenues célèbres par l'usage populaire. Les couleurs nationales apparaissent souvent à travers le drapeau national ou les couleurs utilisées en sport.

## Liste
| Pays                               | Drapeau                                         | Couleurs primaires                           | Couleurs secondaires                                   | Détail                             | Primaire | secondaire |
| ---------------------------------- | ----------------------------------------------- | -------------------------------------------- | ------------------------------------------------------ | ---------------------------------- | -------- | ---------- |
| Afghanistan                        | Drapeau de l'Afghanistan                        | Vert, rouge, blanc et noir                   |                                                        |                                    |          |            |
| Afrique du Sud                     | Drapeau d'Afrique du Sud                        | Rouge, vert, bleu, or, noir et blanc         | Vert et or (sports)                                    |                                    |          |            |
| Albanie                            | Drapeau de l'Albanie                            | Rouge et noir                                |                                                        |                                    |          |            |
| Algérie                            | Drapeau de l'Algérie                            | Vert, blanc et rouge                         |                                                        |                                    |          |            |
| Allemagne                          | Drapeau de l'Allemagne                          | Noir, rouge et or                            | Noir et blanc                                          | Couleurs nationales de l'Allemagne |          |            |
| Andorre                            | Drapeau d'Andorre                               | Bleu, jaune et rouge                         |                                                        |                                    |          |            |
| Angola                             | Drapeau de l'Angola                             | Rouge, noir et jaune                         |                                                        |                                    |          |            |
| Antigua-et-Barbuda                 | Drapeau d'Antigua-et-Barbuda                    | Rouge, blanc, bleu, noir et jaune            |                                                        |                                    |          |            |
| Arabie saoudite                    | Drapeau de l'Arabie saoudite                    | Vert et blanc                                |                                                        |                                    |          |            |
| Argentine                          | Drapeau de l'Argentine                          | Bleu clair et blanc                          |                                                        |                                    |          |            |
| Arménie                            | Drapeau de l'Arménie                            | Rouge, bleu et orange                        |                                                        |                                    |          |            |
| Australie                          | Drapeau de l'Australie                          | Vert et or                                   |                                                        | Couleurs nationales de l'Australie |          |            |
| Autriche                           | Drapeau de l'Autriche                           | Rouge et blanc                               |                                                        |                                    |          |            |
| Azerbaïdjan                        | Drapeau de l'Azerbaïdjan                        | Bleu, rouge et vert                          |                                                        |                                    |          |            |
| Bahamas                            | Drapeau des Bahamas                             | Bleu clair, jaune et noir                    |                                                        |                                    |          |            |
| Bahreïn                            | Drapeau de Bahreïn                              | Blanc et rouge                               |                                                        |                                    |          |            |
| Bangladesh                         | Drapeau du Bangladesh                           | Rouge, vert et or                            | Blanc et bleu                                          |                                    |          |            |
| Barbade                            | Drapeau de la Barbade                           | Bleu foncé, jaune et noir                    |                                                        |                                    |          |            |
| Belgique                           | Drapeau de la Belgique                          | Rouge                                        | Noir et jaune, bleu clair (cyclisme)                   |                                    |          |            |
| Bélize                             | Drapeau du Belize                               | Bleu, rouge et blanc                         |                                                        |                                    |          |            |
| Bénin                              | Drapeau du Bénin                                | Vert, jaune et rouge                         |                                                        |                                    |          |            |
| Bhoutan                            | Drapeau du Bhoutan                              | Fauve, or et blanc                           |                                                        |                                    |          |            |
| Biélorussie                        | Drapeau de la Biélorussie                       | Rouge, blanc et vert                         |                                                        |                                    |          |            |
| Birmanie                           | Drapeau de la Birmanie                          | Jaune, vert, rouge et blanc                  |                                                        |                                    |          |            |
| Bolivie                            | Drapeau de la Bolivie                           | Rouge, jaune et vert                         |                                                        |                                    |          |            |
| Bosnie-Herzegovine                 |                                                 | Bleu, or et blanc                            |                                                        |                                    |          |            |
| Botswana                           | Drapeau du Botswana                             | Bleu clair, noir et blanc                    |                                                        |                                    |          |            |
| Brésil                             | Drapeau du Brésil                               | Vert et jaune                                | Bleu et blanc                                          |                                    |          |            |
| Brunei                             | Drapeau du Brunei                               | Jaune, noir, blanc et rouge                  |                                                        |                                    |          |            |
| Bulgarie                           | Drapeau de la Bulgarie                          | Blanc, vert et rouge                         |                                                        |                                    |          |            |
| Burkina Faso                       | Drapeau du Burkina Faso                         | Rouge, vert et jaune                         |                                                        |                                    |          |            |
| Burundi                            | Drapeau du Burundi                              | Rouge, blanc et vert                         |                                                        |                                    |          |            |
| Cambodge                           | Drapeau du Cambodge                             | Rouge et bleu                                |                                                        |                                    |          |            |
| Cameroun                           | Drapeau du Cameroun                             | Vert, rouge et jaune                         |                                                        |                                    |          |            |
| Canada                             | Drapeau du Canada                               | Rouge et blanc                               | Noir (hockey seulement)                                | Couleurs nationales du Canada      |          |            |
| République centrafricaine          | Drapeau de la République centrafricaine         | Bleu, blanc, vert, jaune et rouge            |                                                        |                                    |          |            |
| Chili                              | Drapeau du Chili                                | Rouge, blanc et bleu                         |                                                        |                                    |          |            |
| Chine                              | Drapeau de la République populaire de Chine     | Rouge et jaune                               |                                                        |                                    |          |            |
| Colombie                           | Drapeau de la Colombie                          | Jaune, bleu et rouge                         |                                                        |                                    |          |            |
| Comores                            | Drapeau des Comores                             | Jaune, blanc, rouge, bleu et vert            |                                                        |                                    |          |            |
| Congo (République du)              | Drapeau de la république du Congo               | Vert, jaune et rouge                         |                                                        |                                    |          |            |
| Congo (République démocratique du) | Drapeau de la république démocratique du Congo  | Bleu, jaune et rouge                         |                                                        |                                    |          |            |
| Corée du Nord                      | Drapeau de la Corée du Nord                     | Rouge, blanc et bleu                         |                                                        |                                    |          |            |
| Corée du Sud                       | Drapeau de la Corée du Sud                      | Blanc, rouge, bleu et noir                   |                                                        |                                    |          |            |
| Costa Rica                         | Drapeau du Costa Rica                           | Bleu, blanc et rouge                         |                                                        |                                    |          |            |
| Côte d'Ivoire                      | Drapeau de la Côte d'Ivoire                     | Orange, blanc et vert                        |                                                        |                                    |          |            |
| Croatie                            | Drapeau de la Croatie                           | Rouge, blanc et bleu                         |                                                        |                                    |          |            |
| Cuba                               | Drapeau de Cuba                                 | Rouge, blanc et bleu                         |                                                        |                                    |          |            |
| Danemark                           | Drapeau du Danemark                             | Rouge et blanc                               |                                                        |                                    |          |            |
| Djibouti                           | Drapeau de Djibouti                             | Bleu clair, vert, blanc et rouge             |                                                        |                                    |          |            |
| Dominique                          | Drapeau de la Dominique                         | Vert, jaune, noir, blanc et rouge            |                                                        |                                    |          |            |
| Égypte                             | Drapeau de l'Égypte                             | Rouge, blanc et noir                         |                                                        |                                    |          |            |
| Émirats arabes unis                | Drapeau des Émirats arabes unis                 | Rouge, vert, blanc et noir                   |                                                        |                                    |          |            |
| Érythrée                           | Drapeau de l'Érythrée                           | Vert, rouge, bleu et jaune                   |                                                        |                                    |          |            |
| Espagne                            | Drapeau de l'Espagne                            | Rouge et jaune                               |                                                        |                                    |          |            |
| Estonie                            | Drapeau de l'Estonie                            | Bleu, noir et blanc                          |                                                        |                                    |          |            |
| États-Unis                         | Drapeau des États-Unis                          | Rouge, blanc et bleu                         |                                                        |                                    |          |            |
| Éthiopie                           | Drapeau de l'Éthiopie                           | Vert, jaune, rouge et bleu                   |                                                        |                                    |          |            |
| Finlande                           | Drapeau de la Finlande                          | Blanc et bleu                                | Rouge et or                                            |                                    |          |            |
| France                             | Drapeau de la France                            | Bleu, blanc et rouge                         |                                                        | Couleurs nationales de la France   |          |            |
| Gabon                              | Drapeau du Gabon                                | Vert, jaune et bleu                          |                                                        |                                    |          |            |
| Gambie                             | Drapeau de la Gambie                            | Rouge, bleu, vert et blanc                   |                                                        |                                    |          |            |
| Géorgie                            | Drapeau de la Géorgie                           | Blanc et rouge                               |                                                        |                                    |          |            |
| Ghana                              | Drapeau du Ghana                                | Rouge, or, vert et noir                      | Blanc et noir                                          |                                    |          |            |
| Grèce                              | Drapeau de la Grèce                             | Bleu et blanc                                |                                                        |                                    |          |            |
| Grenade                            | Drapeau de Grenade                              | Vert, jaune et rouge                         |                                                        |                                    |          |            |
| Guatemala                          | Drapeau du Guatemala                            | Bleu et blanc                                |                                                        |                                    |          |            |
| Guinée                             | Drapeau de la Guinée                            | Rouge, jaune et vert                         |                                                        |                                    |          |            |
| Guinée-Bissau                      | Drapeau de la Guinée-Bissau                     | Rouge, jaune, vert et noir                   |                                                        |                                    |          |            |
| Haïti                              | Drapeau d'Haïti                                 | Rouge et bleu                                |                                                        |                                    |          |            |
| Honduras                           | Drapeau du Honduras                             | Bleu et blanc                                |                                                        |                                    |          |            |
| Hongrie                            | Drapeau de la Hongrie                           | Rouge, blanc et vert                         |                                                        |                                    |          |            |
| Inde                               | Drapeau de l'Inde                               | Safran, bleu, blanc et vert                  |                                                        |                                    |          |            |
| Indonésie                          | Drapeau de l'Indonésie                          | Rouge et blanc                               |                                                        |                                    |          |            |
| Irak                               | Drapeau de l'Irak                               | Rouge, blanc, noir et vert                   |                                                        |                                    |          |            |
| Iran                               | Drapeau de l'Iran                               | Vert, blanc et rouge                         |                                                        |                                    |          |            |
| Irlande                            | Drapeau de l'Irlande                            | Vert[réf. nécessaire] et bleu                | Blanc et orange                                        |                                    |          |            |
| Islande                            | Drapeau de l'Islande                            | Bleu, blanc et rouge                         |                                                        |                                    |          |            |
| Israël                             | Drapeau d’Israël                                | Bleu et blanc                                |                                                        |                                    |          |            |
| Italie                             | Drapeau de l'Italie                             | Vert, blanc et rouge                         | Azur                                                   | Couleurs nationales de l'Italie    |          |            |
| Jamaique                           | Drapeau de la Jamaïque                          | Vert, or et noir                             |                                                        |                                    |          |            |
| Japon                              | Drapeau du Japon                                | Rouge et blanc                               | Noir (sports)                                          |                                    |          |            |
| Jordanie                           | Drapeau de la Jordanie                          | Noir, blanc, vert et rouge                   |                                                        |                                    |          |            |
| Kazakhstan                         | Drapeau du Kazakhstan                           | Bleu et jaune                                |                                                        |                                    |          |            |
| Kenya                              | Drapeau du Kenya                                | Noir, rouge, vert et blanc                   |                                                        |                                    |          |            |
| Kirghizistan                       | Drapeau du Kirghizistan                         | Rouge et jaune                               |                                                        |                                    |          |            |
| Koweït                             | Drapeau du Koweït                               | Vert, blanc, rouge et noir                   |                                                        |                                    |          |            |
| Laos                               | Drapeau du Laos                                 | Rouge, bleu et blanc                         |                                                        |                                    |          |            |
| Lettonie                           | Drapeau de la Lettonie                          | Rouge foncé et blanc                         |                                                        |                                    |          |            |
| Liban                              | Drapeau du Liban                                | Rouge, blanc et vert                         |                                                        |                                    |          |            |
| Libéria                            | Drapeau du Libéria                              | Rouge, blanc et bleu                         |                                                        |                                    |          |            |
| Libye                              | Drapeau de la Libye                             | Rouge, noir, vert et blanc                   |                                                        |                                    |          |            |
| Liechtenstein                      | Drapeau du Liechtenstein                        | Bleu et rouge                                |                                                        |                                    |          |            |
| Lituanie                           | Drapeau de la Lituanie                          | Jaune, vert et rouge                         |                                                        |                                    |          |            |
| Luxembourg                         | Drapeau du Luxembourg                           | Rouge, blanc et bleu clair                   |                                                        |                                    |          |            |
| Macédoine du Nord                  | Drapeau de la Macédoine du Nord                 | Rouge et jaune                               |                                                        |                                    |          |            |
| Madagascar                         | Drapeau de Madagascar                           | Blanc, rouge et vert                         |                                                        |                                    |          |            |
| Malaisie                           | Drapeau de la Malaisie                          | Or et noir                                   | Rouge, blanc, jaune et bleu                            |                                    |          |            |
| Malawi                             | Drapeau du Malawi                               | Noir, rouge et vert                          |                                                        |                                    |          |            |
| Maldives                           | Drapeau des Maldives                            | Rouge et blanc                               |                                                        |                                    |          |            |
| Mali                               | Drapeau du Mali                                 | Vert, jaune et rouge                         |                                                        |                                    |          |            |
| Malte                              | Drapeau de Malte                                | Blanc et rouge                               |                                                        |                                    |          |            |
| Maroc                              | Drapeau du Maroc                                | Rouge et vert                                |                                                        |                                    |          |            |
| Maurice                            | Drapeau de Maurice                              | Rouge, bleu, or et vert                      |                                                        |                                    |          |            |
| Mauritanie                         | Drapeau de la Mauritanie                        | Vert, jaune et rouge                         |                                                        |                                    |          |            |
| Mexique                            | Drapeau du Mexique                              | Vert, blanc et rouge                         |                                                        |                                    |          |            |
| Moldavie                           | Drapeau de la Moldavie                          | Bleu, or et rouge                            |                                                        |                                    |          |            |
| Monaco                             | Drapeau de Monaco                               | Rouge et blanc                               |                                                        |                                    |          |            |
| Mongolie                           | Drapeau de la Mongolie                          | Bleu, rouge et jaune                         |                                                        |                                    |          |            |
| Monténégro                         | Drapeau du Monténégro                           | Rouge et or                                  |                                                        |                                    |          |            |
| Mozambique                         | Drapeau du Mozambique                           | Vert, jaune, rouge, noir et blanc            |                                                        |                                    |          |            |
| Namibie                            | Drapeau de la Namibie                           | Bleu, rouge, vert, blanc et jaune            |                                                        |                                    |          |            |
| Népal                              | Drapeau du Népal                                | Cramoisie, bleu et blanc                     |                                                        |                                    |          |            |
| Nicaragua                          | Drapeau du Nicaragua                            | Bleu et blanc                                |                                                        |                                    |          |            |
| Niger                              | Drapeau du Niger                                | Orange, blanc et vert                        |                                                        |                                    |          |            |
| Nigeria                            | Drapeau du Nigeria                              | Vert et blanc                                |                                                        |                                    |          |            |
| Nouvelle-Zélande                   | Drapeau de la Nouvelle-Zélande                  | Noir                                         | Blanc, gris argenté, rouge ocre, sarcelle              |                                    |          |            |
| Norvège                            | Drapeau de la Norvège                           | Rouge, blanc et bleu                         | Rouge et or                                            |                                    |          |            |
| Oman                               | Drapeau d'Oman                                  | Rouge, blanc et vert                         |                                                        |                                    |          |            |
| Ouganda                            | Drapeau de l'Ouganda                            | Noir, jaune et rouge                         |                                                        |                                    |          |            |
| Ouzbékistan                        | Drapeau de l'Ouzbékistan                        | Bleu, blanc, rouge et vert                   |                                                        |                                    |          |            |
| Pakistan                           | Drapeau du Pakistan                             | Vert et blanc                                |                                                        |                                    |          |            |
| Panama                             | Drapeau du Panama                               | Bleu, blanc et rouge                         |                                                        |                                    |          |            |
| Paraguay                           | Drapeau du Paraguay                             | Rouge, blanc et bleu                         |                                                        |                                    |          |            |
| Pays-Bas                           | Drapeau des Pays-Bas                            | Orange                                       | Rouge, blanc et bleu                                   | Couleurs nationales des Pays-Bas   |          |            |
| Pérou                              | Drapeau du Pérou                                | Rouge et blanc                               |                                                        |                                    |          |            |
| Philippines                        | Drapeau des Philippines                         | Bleu, rouge, blanc et jaune                  |                                                        |                                    |          |            |
| Pologne                            | Drapeau de la Pologne                           | Blanc et rouge                               |                                                        |                                    |          |            |
| Portugal                           | Drapeau du Portugal                             | Vert et rouge                                | (Avant la Révolution du 5 octobre 1910: blanc et bleu) |                                    |          |            |
| Qatar                              | Drapeau du Qatar                                | Blanc et marron                              |                                                        |                                    |          |            |
| République dominicaine             | Drapeau de la République dominicaine            | Bleu, blanc et rouge                         |                                                        |                                    |          |            |
| Roumanie                           | Drapeau de la Roumanie                          | Bleu, jaune et rouge                         |                                                        |                                    |          |            |
| Royaume-Uni                        | Drapeau du Royaume-Uni                          | Rouge, blanc et bleu                         |                                                        |                                    |          |            |
| Russie                             | Drapeau de la Russie                            | Blanc, bleu et rouge                         |                                                        |                                    |          |            |
| Rwanda                             | Drapeau du Rwanda                               | Bleu clair, jaune et vert                    |                                                        |                                    |          |            |
| Saint-Christophe-et-Niévès         | Drapeau de Saint-Christophe-et-Niévès           | Bleu, jaune et rouge                         |                                                        |                                    |          |            |
| Saint-Marin                        | Drapeau de Saint-Marin                          | Blanc et bleu clair                          |                                                        |                                    |          |            |
| Saint-Vincent-et-les-Grenadines    | Drapeau de Saint-Vincent-et-les-Grenadines      | Bleu, jaune et vert                          |                                                        |                                    |          |            |
| Sainte-Lucie                       | Drapeau de Sainte-Lucie                         | Bleu clair, jaune, noir et blanc             |                                                        |                                    |          |            |
| Salvador                           | Drapeau du Salvador                             | Bleu et blanc                                |                                                        |                                    |          |            |
| Samoa                              | Drapeau des Samoa                               | Rouge, blanc et bleu                         |                                                        |                                    |          |            |
| Sénégal                            | Drapeau du Sénégal                              | Vert, jaune et rouge                         |                                                        |                                    |          |            |
| Serbie                             | Drapeau de la Serbie                            | Rouge, bleu et blanc,                        |                                                        |                                    |          |            |
| Seychelles                         | Drapeau des Seychelles                          | Bleu, jaune, rouge, blanc et vert            |                                                        |                                    |          |            |
| Sierra Leone                       | Drapeau de Sierra Leone                         | Vert, blanc et bleu                          |                                                        |                                    |          |            |
| Singapour                          | Drapeau de Singapour                            | Rouge et blanc                               |                                                        |                                    |          |            |
| Slovaquie                          | Drapeau de la Slovaquie                         | Blanc, bleu et rouge                         |                                                        |                                    |          |            |
| Slovénie                           | Drapeau de la Slovénie                          | Blanc, bleu et rouge                         | Vert, bleu et blanc (sports)                           |                                    |          |            |
| Somalie                            | Drapeau de la Somalie                           | Bleu et blanc                                |                                                        |                                    |          |            |
| Soudan                             | Drapeau du Soudan                               | Rouge, blanc, noir et vert                   |                                                        |                                    |          |            |
| Soudan du Sud                      | Drapeau du Soudan du Sud                        | Noir, rouge, vert, bleu, jaune et blanc      |                                                        |                                    |          |            |
| Sri Lanka                          | Drapeau du Sri Lanka                            | Bleu et jaune                                | Marron, or, vert, orange et blanc                      |                                    |          |            |
| Suède                              | Drapeau de la Suède                             | Bleu[réf. nécessaire] et or[réf. nécessaire] |                                                        |                                    |          |            |
| Suisse                             | Drapeau de la Suisse                            | Rouge et blanc                               |                                                        |                                    |          |            |
| Syrie                              | Drapeau de la Syrie                             | Rouge, blanc, noir et vert                   |                                                        |                                    |          |            |
| Tadjikistan                        |                                                 | Vert, jaune, rouge et blanc                  |                                                        |                                    |          |            |
| Tanzanie                           | Drapeau de la Tanzanie                          | Vert, jaune, bleu et noir                    |                                                        |                                    |          |            |
| Tchad                              | Drapeau du Tchad                                | Bleu, jaune et rouge                         |                                                        |                                    |          |            |
| Tchéquie                           | Drapeau de la Tchéquie                          | Blanc, rouge et bleu,                        |                                                        |                                    |          |            |
| Thaïlande                          | Drapeau de la Thaïlande                         | Rouge, blanc et bleu                         |                                                        |                                    |          |            |
| Togo                               | Drapeau du Togo                                 | Vert, rouge, jaune et blanc                  |                                                        |                                    |          |            |
| Tonga                              | Drapeau des Tonga                               | Rouge et blanc                               |                                                        |                                    |          |            |
| Trinité-et-Tobago                  | Drapeau de Trinité-et-Tobago                    | Rouge, blanc et noir                         |                                                        |                                    |          |            |
| Tunisie                            | Drapeau de la Tunisie                           | Rouge et blanc                               |                                                        |                                    |          |            |
| Turkménistan                       | Drapeau du Turkménistan                         | Vert et blanc                                |                                                        |                                    |          |            |
| Turquie                            | Drapeau de la Turquie                           | Rouge et blanc                               | Turquoise                                              |                                    |          |            |
| Ukraine                            | Drapeau de l'Ukraine                            | Bleu et jaune                                |                                                        |                                    |          |            |
| Uruguay                            | Drapeau de l'Uruguay                            | Bleu et blanc                                | Rouge; bleu clair est utilisé dans les sports          |                                    |          |            |
| Venezuela                          | Drapeau du Venezuela                            | Jaune, bleu et rouge                         | Bordeaux (sports)                                      |                                    |          |            |
| Vietnam                            | Drapeau de la République socialiste du Viêt Nam | Jaune et rouge                               |                                                        |                                    |          |            |
| Yémen                              | Drapeau du Yémen                                | Rouge, blanc et noir                         |                                                        |                                    |          |            |
| Zambie                             | Drapeau de la Zambie                            | Vert, rouge, noir et orange                  |                                                        |                                    |          |            |
| Zimbabwe                           | Drapeau du Zimbabwe                             | Vert, jaune, rouge, noir et blanc            |                                                        |                                    |          |            |